# Cattedrale di Nostra Signora delle Vittorie (Maseru)
La cattedrale di Nostra Signora delle Vittorie (in sotho del sud Mofumahali was Thlolo) è un luogo di culto cattolico della città di Maseru, capitale del Lesotho; è sede arcivescovile.

## Storia
Fu progettata nel 1955 da Ed Puyens (1899-1978) ed elevata al rango di cattedrale nel 1961.
Il 15 settembre del 1988 fu visitata da Giovanni Paolo II nell'ambito del viaggio apostolico del pontefice in Africa.